# Robert Ludlum
Robert Ludlum (ur. 25 maja 1927 w Nowym Jorku, zm. 12 marca 2001 w Naples na Florydzie) – amerykański pisarz, aktor i producent; autor 27 powieści sensacyjnych, odtwórca ról w ok. 200 sztukach telewizyjnych, założyciel teatru Playhouse-on-the-Mall. Według różnych źródeł, jego powieści zostały opublikowane w 290–500 milionach egzemplarzy w 32 językach na terenie 40–50 krajów.

## Życiorys
Dorastał w Short Hills w stanie New Jersey, gdzie w 1944 wstąpił do piechoty morskiej. Studia ukończył w Wesleyan University na wydziale sztuk pięknych. Grywał na Broadwayu i w sztukach telewizyjnych. Zadebiutował w 1943 w sztuce Junior Miss, mając zaledwie 16 lat. W latach 50. pojawił się aż w 200 sztukach telewizyjnych. Jako producent wystawił w 1956 na Broadwayu sztukę The Owl and the Pussycat.
Po ukazaniu się w 1971 jego pierwszej książki Dziedzictwo Scarlattich Robert Ludlum rozpoczął regularne pisanie (średnio jedna książka na rok). Większość jego tytułów stała się bestsellerami, dzięki którym stał się bogatym człowiekiem. W 1998 podpisał umowę z wydawnictwem St. Martin’s Press na kwotę 4 milionów dolarów za książkę. Niektóre książki autor publikował pod pseudonimami Michael Shepherd i Jonathan Ryder.

## Twórczość

### Powieści
- Dziedzictwo Scarlattich (The Scarlatti Inheritance, 1971), wyd. polskie 1992, przeł. Agata Nowicka[4]
- Weekend z Ostermanem (The Osterman Weekend, 1972), wyd. polskie 1992, przeł. Andrzej Szulc[5]
- Dokument Matlocka (The Matlock Paper, 1973), wyd. polskie 1992, przeł. Blanka Kluczborska, Tomasz Mirkowicz, Julita Wroniak-Mirkowicz[6]
- Trevayne (1973), wyd. polskie 1992, przeł. Arkadiusz Nakoniecznik[7]
- Transakcja Rhinemanna (The Rhinemann Exchange, 1974), wyd. polskie 1990, przeł. Arkadiusz Nakoniecznik[8]
- Zew Halidonu (The Cry of the Halidon, 1974), wyd. polskie, 1993 przeł. Piotr Siemion[9]
- Droga do Gandolfo (The Road to Gandolfo, 1975), wyd. polskie 1991, przeł. Małgorzata Żbikowska[10]
- Przesyłka z Salonik (The Gemini Contenders, 1976), wyd. polskie 1990, przeł. Juliusz Paweł Szeniawski[11]
- Manuskrypt Chancellora (Chancellor Manuscript, 1977), wyd. polskie 1990, przeł. Juliusz Wilczur-Garztecki[12]
- Pakt Holcrofta (The Holcroft Covenant, 1978), wyd. polskie 1991, przeł. Jacek Manicki[13]
- Testament Matarese'a (The Matarese Circle, 1979), wyd. polskie 1991, przeł. Blanka Kuczborska, Barbara Mączeńska, Tomasz Mirkowicz[14]
- Tożsamość Bourne’a (The Bourne Identity, 1980), wyd. polskie 1990, przeł. Zdzisław Nowicki[15]
- Mozaika Parsifala (The Parsifal Mosaic, 1982), wyd. polskie 1990, przeł. Filip R. Piotrowski (pseud. zbiorowy)[16]
- Spisek Akwitanii (The Aquitaine Progression, 1984), wyd. polskie 1992, przeł. Tomasz Wyżyński[17]
- Krucjata Bourne’a (The Bourne Supremacy, 1986), wyd. polskie 1991, przeł. Zdzisław Nowicki[18]
- Plan Ikar (The Icarus Agenda, 1988), wyd. polskie 1992, przeł. Wiktor T. Górny[19]
- Ultimatum Bourne’a (The Bourne Ultimatum, 1990), wyd. polskie 1991, przeł. Arkadiusz Nakoniecznik[20]
- Droga do Omaha (The Road to Omaha, 1992), wyd. polskie 1993, przeł. Arkadiusz Nakoniecznik[21]
- Iluzja Skorpiona (The Scorpio Illusion, 1993), wyd. polskie 1993, przeł. Sławomir Kędzierski[22]
- Strażnicy Apokalipsy (Apocalypse Watch, 1995), wyd. polskie 1995, przeł. Sławomir Kędzierski, Andrzej Leszczyński, Arkadiusz Nakoniecznik[23]
- Spadkobiercy Matarese'a (The Matarese Countdown, 1997), wyd. polskie 1998, przeł. Andrzej Leszczyński[24]
- Klątwa Prometeusza (The Prometheus Deception, 2000), wyd. polskie 2000, przeł. Jan Kraśko[25]

### Powieści wydane pośmiertnie
- Protokół Sigmy (The Sigma Protocol, 2001), wyd. polskie 2002, przeł. Jan Kraśko[26]
- Zlecenie Jansona (The Janson Directive, 2002), wyd. polskie 2002, przeł. Jan Kraśko, Radosław Januszewski[27]
- Zdrada Tristana (The Tristan Betrayal, 2003), wyd. polskie 2003, przeł Jan Kraśko[28]
- Kryptonim Ambler (The Ambler Warning, 2005), wyd. polskie 2005, przeł. Jan Kraśko[29]
- Strategia Bancrofta (The Bancroft Strategy, 2006), wyd. polskie 2007, przeł. Tomasz Wilusz[30]

### Powieści napisane przez innych autorów w oparciu o notatki Ludluma
- Program Hades (The Hades Factor, 2000, Gayle Lynds), wyd. polskie 1999, przeł. Jerzy Kozłowski[31]
- Przymierze Kasandry (The Cassandra Compact 2001, Philip Shelby), wyd. polskie 2001, przeł. Jan Kraśko[32]
- Opcja paryska (The Paris Option, 2002, Gayle Lynds), wyd. polskie 2002, przeł. Jan Kraśko[33]
- Kod Altmana (The Altman Code, 2003, Gayle Lynds), wyd. polskie 2003, przeł. Jan Kraśko[34]
- Zemsta Łazarza (The Lazarus Vendetta, 2004, Patrick Larkin), wyd. polskie 2006, przeł. Jan Kraśko[35]
- Wektor moskiewski (The Moscow Vector, 2006, Patrick Larkin), wyd. polskie 2006, przeł. Jan Kraśko[36]
- Piekło Arktyki (The Arctic Event, 2007, James H. Cobb), wyd. polskie 2010, przeł. Rafał Lisowski[37]
- The Infinity Affair, 2010, James H. Cobb
- The Ares Decision, 2011, Kyle Mills
- The Janus Reprisal, 2012, Jamie Freveletti
- The Utopia Experiment, 2013, Kyle Mills
- The Geneva Strategy, 2015, Jamie Freveletti
- The Patriot Attack, 2015, Kyle Mills

### Sequele powieści Ludluma
- Dziedzictwo Bourne’a (The Bourne Legacy, 2004, Eric Van Lustbader), wyd. polskie 2004, przeł. Jan Kraśko[38]
- Zdrada Bourne’a (The Bourne Betrayal, 2007, Eric Van Lustbader), wyd. polskie 2007, przeł. Maciej Pintara[39]
- Sankcja Bourne’a (The Bourne Sanction, 2008, Eric Van Lustbader), wyd. polskie 2009, przeł. Krzysztof Sokołowski[40]
- Mistyfikacja Bourne’a (The Bourne Deception, 2009, Eric Van Lustbader), wyd. polskie 2010, przeł. Krzysztof Sokołowski[41]
- Cel Bourne’a (The Bourne Objective, 2010, Eric Van Lustbader), wyd. polskie 2011, przeł. Krzysztof Sokołowski[42]
- Świat Bourne’a (The Bourne Dominion, 2011, Eric Van Lustbader), wyd. polskie 2013, przeł. Krzysztof Obłucki[43]
- Imperatyw Bourne’a (The Bourne Imperative, 2012, Eric Van Lustbader), wyd. polskie 2015, przeł. Jan Kraśko[44]
- Odwet Bourne’a (The Bourne Retribution, 2013, Eric Van Lustbader), wyd. polskie 2016, przeł. Jan Kraśko[45]
- Przewaga Bourne’a (The Bourne Ascendancy, 2014, Eric Van Lustbader), wyd. polskie 2016, przeł. Jacek Żuławnik[46]
- Zagadka Bourne’a (The Bourne Enigma, 2016, Eric Van Lustbader), wyd. polskie 2016, przeł. Julita Mastalerz[47]
- The Bourne Initiative, 2017, Eric Van Lustbader
- The Bourne Evolution, 2020, Brian Freeman
- The Bourne Treachery, 2021, Brian Freeman
- The Bourne Sacrifice, 2022, Brian Freeman

### Filmografia
- Transakcja Rhinemanna (The Rhinemann Exchange, 1977, reż. Burt Kennedy)
- Weekend Ostermana (The Osterman Weekend, 1983, reż. Sam Peckinpah)
- Pakt Holcrofta (The Holcroft Covenant, 1985, reż. John Frankenheimer)
- Tożsamość Bourne’a (The Bourne Identity 1988, reż. Roger Young)
- Strażnicy Apokalipsy (The Apocalypse Watch, 1997, reż. Kevin Connor)
- Tożsamość Bourne’a (The Bourne Identity, 2002, reż. Doug Liman)
- Krucjata Bourne’a (The Bourne Supremacy, 2004, reż. Paul Greengrass)
- Covert One: The Hades Factor, 2006, reż. Mick Jackson
- Ultimatum Bourne’a (The Bourne Ultimatum, 2007, reż. Paul Greengrass)
- Dziedzictwo Bourne’a (The Bourne Legacy, 2012, reż. Tony Gilroy)